# Ramal ferroviario Rufino-Monte Comán
El Ramal Rufino - Monte Comán pertenece al Ferrocarril General San Martín, Argentina. 

## Ubicación
Se halla en las provincias de Santa Fe, Buenos Aires, Córdoba, San Luis y Mendoza.

## Características
Es un ramal de la red primaria del Ferrocarril General San Martín con una extensión de 503 km entre las ciudades de Rufino y Monte Comán.

## Servicios
No cuenta con servicios de pasajeros desde 1993. En tiempos de Ferrocarriles Argentinos, por vías transitaba el servicio llamado El Sanrafaelino entre la estación Retiro, y las ciudades de Junín y San Rafael.
Por sus vías transitan escasamente, formaciones de carga de la empresa estatal Trenes Argentinos Cargas.